# سمان الغابة أسود الوجه
سمان الغابة أسود الوجه (الاسم العلمي: Odontophorus atrifrons) (بالإنجليزية: Black-fronted Wood-quail)‏ هو نوع من الطيور يتبع جنس سمان الغابة من فصيلة سمان العالم الجديد.